# Neotheronia fuscicornis
Neotheronia fuscicornis är en stekelart som först beskrevs av Brulle 1846.  Neotheronia fuscicornis ingår i släktet Neotheronia och familjen brokparasitsteklar. Inga underarter finns listade i Catalogue of Life.